# Hibberts Gore
Hibberts Gore ist ein Gore im Lincoln County des Bundesstaates Maine in den Vereinigten Staaten. Im Jahr 2020 lebte dort ein Einwohner auf einer Fläche von 1,95 km².

## Geographie
Nach dem United States Census Bureau hat Hibberts Gore eine Gesamtfläche von 1,95 km², von der 1,93 km² Land sind und 0,02 km² aus Gewässern bestehen.

### Geografische Lage
Hibberts Gore liegt im Norden des Lincoln Countys. Im Norden grenzt das Waldo County und im Osten das Knox County an. Im Norden liegt der Deadwater Slough, der in nördliche Richtung entwässert wird. Die Oberfläche ist eben, ohne nennenswerte Erhebungen.

### Nachbargemeinden
Alle Entfernungen sind als Luftlinien zwischen den offiziellen Koordinaten der Orte aus der Volkszählung 2010 angegeben.
- Norden: Palermo, Waldo County
- Osten: Washington, Knox County
- Süden und Westen: Somerville

## Geschichte
Hibberts Gore entstand, wie die meisten Gores, indem es durch die Vermesser und Kartografen übersehen und ignoriert wurde. Das Gebiet ist nur von einer Person bewohnt. Erst um 1840 wurde es als Hibbert Plantation organisiert und kurz darauf wieder deorganisiert.

## Wirtschaft und Infrastruktur

### Verkehr
Die Hibberts Gore Road, eine unbefestigte Straße, führt durch das Gebiet.

### Öffentliche Einrichtungen
Es gibt keine öffentlichen Einrichtungen oder weitere Infrastruktur in Hibberts Gore.